# Charax (Rhagiana)
Charax (griechisch Χάραξ, „Palisade“?) war eine antike befestigte  seleukidische und parthische Stadt in der Provinz Rhagiana. Sie lag in der Nähe der Stadt Rhagä (heute Schahr-e Rey).
Informationen über die Stadt stammen aus der Stathmoi Parthikoi des Isidoros von Charax (1. Jh. v. Chr.). Johann Gustav Droysen (1843) identifiziert die Stadt mit Eyvaneki, Garmsar, Provinz Semnan. Es liegt rund 70 km südlich von Teheran und hat archäologische Ruinen. Aber George Rawlinson (1873) behauptet, Charax müsse näher am kaspischen Tor liegen. Laut Wassili Wladimirowitsch Bartold (1984) soll Charax mit der mittelalterliche Stadt Arazi idenzifiert werden, die 12 Farsachs von Ray (Schahr-e Rey) lag.